# Dan Coats
Daniel Ray Coats (* 16. května 1943 Jackson, Michigan) je americký politik za Republikánskou stranu. Je bývalým senátorem za stát Indiana, v letech 2017–2019 za vlády prezidenta Donalda Trumpa byl ředitelem tajných služeb Spojených států amerických.

## Politická kariéra
Do politiky aktivně vstoupil v roce 1977, kdy se stal asistentem Dana Quayleho, pozdějšího viceprezidenta ve vládě George H. W. Bushe. V letech 1981–1989 byl poslancem Sněmovny reprezentantů, v níž zastupoval Indianu za čtvrtý kongresový okres. Následně se stal za Indianu senátorem; v Senátu USA působil letech 1989–1999 a poté opět v letech 2011–2017. Mezitím v letech 2001–2010 působil jako velvyslanec USA v Německu.